# Xian de Liangshan
Pour les articles homonymes, voir Liangshan.
Le xian de Liangshan (梁山县 ; pinyin : Liángshān Xiàn) est un district administratif de la province du Shandong en Chine. Il est placé sous la juridiction de la ville-préfecture de Jining.

## Démographie
La population du district était de 705 778 habitants en 1999.

## Curiosités
C'est sur le territoire du district que se situe le mont Liang, lieu marquant de l'histoire te de la mythologie chinoise.